# Campionati centroamericani e caraibici di atletica leggera
I Campionati centroamericani e caraibici di atletica leggera (in inglese Central American and Caribbean (CAC) Championships) sono una competizione continentale di atletica leggera organizzata dalla Central American and Caribbean Athletic Confederation (CACAC).
A questa manifestazione, che si tiene con cadenza biennale e si svolge negli anni dispari, possono prendere parte solo atleti provenienti dai paesi membri della CACAC. La prima edizione si è tenuta nel 1967 a Xalapa, in Messico).
Questa competizione non va confusa con i Campionati nord-centroamericani e caraibici di atletica leggera, a cui partecipano anche i paesi dell'America Settentrionale.

## Edizioni
| Edizione | Anno | Città               | Nazione         | Data                  | Sede                              |
| -------- | ---- | ------------------- | --------------- | --------------------- | --------------------------------- |
| 1        | 1967 | Xalapa              | Messico         | 5 - 7 maggio          | Estadio Heriberto Jara Corona     |
| 2        | 1969 | L'Avana             | Cuba            | 17 - 19 agosto        | Estadio Juan Abrantes             |
| 3        | 1971 | Kingston            | Giamaica        | 14 - 17 luglio        | National stadium                  |
| 4        | 1973 | Maracaibo           | Venezuela       | 26 - 29 luglio        | Estadio José Encarnación Romero   |
| 5        | 1975 | Ponce               | Porto Rico      | 6 - 10 agosto         | Estadio Paquito Montaner          |
| 6        | 1977 | Xalapa              | Messico         | 5 - 7 agosto          | Estadio Heriberto Jara Corona     |
| 7        | 1979 | Guadalajara         | Messico         | 15 - 17 giugno        | Estadio Revolución                |
| 8        | 1981 | Santo Domingo       | Rep. Dominicana | 10 - 12 luglio        | Estadio Juan Pablo Duarte         |
| 9        | 1983 | L'Avana             | Cuba            | 22 - 24 luglio        | Estadio Pedro Marrero             |
| 10       | 1985 | Nassau              | Bahamas         | 25 - 27 luglio        | Thomas Robinson Stadium           |
| 11       | 1987 | Caracas             | Venezuela       | 24 - 26 luglio        | Estadio Olímpico                  |
| 12       | 1989 | San Juan            | Porto Rico      | 27 - 29 luglio        | Estadio Sixto Escobar             |
| 13       | 1991 | Xalapa              | Messico         | 26 - 28 luglio        | Estadio Heriberto Jara Corona     |
| 14       | 1993 | Cali                | Colombia        | 30 luglio - 1º agosto | Estadio Olímpico Pascual Guerrero |
| 15       | 1995 | Città del Guatemala | Guatemala       | 14 - 16 luglio        | Estadio La Pedrera                |
| 16       | 1997 | San Juan            | Porto Rico      | 26 - 28 giugno        | Estadio Sixto Escobar             |
| 17       | 1999 | Bridgetown          | Barbados        | 25 - 27 giugno        | Barbados National Stadium         |
| 18       | 2001 | Città del Guatemala | Guatemala       | 20 - 22 luglio        | Estadio Mateo Flores              |
| 19       | 2003 | Saint George's      | Grenada         | 4 - 6 luglio          | National Stadium                  |
| 20       | 2005 | Nassau              | Bahamas         | 8 - 11 luglio         | Thomas Robinson Stadium           |
| 21       | 2008 | Cali                | Colombia        | 4 - 6 luglio          | Estadio Pedro Grajales            |
| 22       | 2009 | L'Avana             | Cuba            | 3 - 7 luglio          | Estadio Panamericano              |
| 23       | 2011 | Mayagüez            | Porto Rico      | 15 - 17 luglio        | Estadio Jose Antonio Figueroa     |
| 24       | 2013 | Morelia             | Messico         | 5 - 7 luglio          | Estadio Venustiano Carranza       |